# Główczewski III
Główczewski III (Kossak-Główczewski) – kaszubski herb szlachecki.

## Opis herbu
Opisy z wykorzystaniem zasad blazonowania, zaproponowanych przez Alfreda Znamierowskiego:
W polu półksiężyc, nad którym dwie strzały skrzyżowane. Barwy nieznane. Bezpośrednio nad tarczą korona szlachecka.

## Najwcześniejsze wzmianki
Sygnet należący do Ludwika Kossak-Główczewskiego, z początku XX wieku, wykonany na podstawie dawnego wizerunku herbowego dotyczącego gałęzi Kossaków.

## Herbowni
Główczewski z przydomkiem Kossak.